# 黄坊乡
黄坊乡，是中华人民共和国福建省三明市建宁县下辖的一个乡镇级行政单位。

## 行政区划
黄坊乡下辖以下地区：
黄坊村、毛坊村、陈岭村、仍田村、武调村、将上村、安寅村和芦岭村。